# Gerrie Eijlers
Daniel Gerrit Eijlers (Amsterdam, 9 maggio 1980) è un ex pallamanista olandese.